# بولس توتونغي
بولس توتونغي (مواليد 1976)  هو كاتب روائي وغير روائي أمريكي من الجيل الثاني. ولد في أمريكا لأبوين مهاجرين. هاجرت والدة بولس من لاتفيا، بينما هاجر والده من مصر.
نشرت روايته الأولى، الطقس الأحمر ، عن دار راندوم هاوس / شاي أريهارت بوكس عام 2006. كتابه الثاني، أيام إيفل كنيفيل ، تم نشره من قبل راندوم هاوس / كراون في عام 2012.
تمت مراجعة ريد ويذر على نطاق واسع وبشكل إيجابي. نشر توتنغي أعماله فيسبورتس إليسترايتد و
استعراض برنسايد و قطار بصيص و مراجعة بوسطن و مجلة قصة واحدة و النيويوركر. حازت قصته «التجديد» على جائزة بوشكارت في عام 2000.
حصل بولس على درجة الماجستير في الشعر من جامعة كورنيل في عام 2003 - ثم حصل على درجة الدكتوراه في الأدب الإنجليزي في عام 2006. بعد نشر روايته الأولى، انتقل من بروكلين ، نيويورك إلى بورتلاند ، أوريغون - حيث يُدرس الآن كأستاذ مشارك للغة الإنجليزية في كلية لويس وكلارك.
هو والد التوائم. شقيقته، أنيت توتونغهي،  هو الفاعل المهنية. توفي والده جوزيف توتنجي في ديسمبر 2017.